# Myllaena apetina
Myllaena apetina är en skalbaggsart som beskrevs av Sharp 1908. Myllaena apetina ingår i släktet Myllaena och familjen kortvingar. Inga underarter finns listade i Catalogue of Life.